# نظام‌آباد (بردسکن)
نظام‌آباد نام روستایی از توابع بخش مرکزی شهرستان بردسکن در استان خراسان رضوی است. این روستا در دهستان کوهپایه قرار دارد و براساس سرشماری سال ۱۳۸۵ جمعیت آن ۲۲۲ نفر (۶۷ خانوار) بوده است.

## آب و هوا
نظام‌آباد به واسطهٔ قرار گرفتن در دامنهٔ کوه از آب و هوای مطبوع و خنک کوهستانی برخوردار است. آب کشاورزی مورد نیاز این روستا از آب قناتی در شمال روستا فراهم می‌شود.